# Dobellus Duży
Der Dobellus Duży (auch Tobellus; deutsch Großer Dobellus) ist ein eiszeitlicher Rinnensee in der polnischen Woiwodschaft Ermland-Masuren.
Der Badesee liegt westlich der Straße von Stańczyki (Staatshausen) nach Błąkały (Blindgallen). Am Ostufer befindet sich ein Badesteg. Östlich des Sees fließt der Fluss Błędzianka (Blinde), der Oberlauf der Rominte.
Unmittelbar südlich liegt der Dobellus Mały (Kleiner Dobellus). Dieser Teich verschwand 1926 zeitweise durch eine Sumpfgasexplosion.